# Anthenantia
Anthenantia là một chi thực vật có hoa trong họ Hòa thảo (Poaceae).

## Loài
Chi Anthenantia gồm các loài: